# Warburgiella ambigua
Warburgiella ambigua là một loài rêu trong họ Sematophyllaceae. Loài này được Thér. mô tả khoa học đầu tiên năm 1921.